# Джурабаєв Додобой
Додобой Джурабаєв (1904, кишлак Карачикум, тепер Канібадамського району, Таджикистан — ?) — радянський таджицький діяч, 1-й секретар Гармського окружного (обласного) комітету КП(б) Таджикистану. Депутат Верховної ради Таджицької РСР 2—5-го скликань. 

## Біографія
Народився в селянській родині. У 1921—1923 роках — учень ткача, учень пекаря. З 1923 по 1927 рік навчався в неповній середній школі № 1 міста Канібадама Таджицької РСР.
У 1927—1931 роках — вчитель в кишлаку Карачикум Таджицької РСР.
Член ВКП(б) з 1928 року.
У 1931—1934 роках — слухач Середньоазіатського комуністичного університету в Ташкенті.
У 1934—1937 роках — інструктор Кіровабадського районного комітету КП(б) Таджикистану.
У 1937—1938 роках — 1-й секретар Комсомолабадського районного комітету КП(б) Таджикистану.
У 1938—1939 роках — 1-й секретар Гармського окружного комітету КП(б) Таджикистану.
У 1939—1940 роках — 1-й секретар Гармського обласного комітету КП(б) Таджикистану.
У 1940—1941 роках — слухач Вищої школи партійних організаторів при ЦК ВКП(б) у Москві.
У 1941—1942 роках — 1-й секретар Ленінабадського районного комітету КП(б) Таджикистану.
У 1942—1944 роках — секретар Ленінабадського обласного комітету КП(б) Таджикистану.
У 1944—1945 роках — 1-й секретар Чкаловського районного комітету КП(б) Таджикистану.
У 1945—1955 роках — секретар партійної організації Канібадамського консервного комбінату; директор Канібадамського Головхліба; завідувач початкової школи; директор дитячого будинку в місті Канібадамі; голова Карачикумської споживспілки; заступник голови колгоспу імені Фрунзе Канібадамського району; завідувач торгового відділу виконавчого комітету Канібадамської районої ради Таджицької РСР. З 1955 року працював управителем мельниківської бази «Заготзерно» в місті Канібадамі.
Подальша доля невідома.

## Нагороди
- орден Вітчизняної війни ІІ ст.
- орден «Знак Пошани»
- медалі